# Mirko Schneider
Mirko Schneider (* 27. April 1994 in Wetzlar; jetzt Mirko Rosa) ist ein deutscher Volleyball- und Beachvolleyballspieler.

## Karriere Halle
Schneider spielte seit 2004 in seinem Heimatverein TV 05 Waldgirmes und ab 2009 im Volleyball-Internat Frankfurt. 2013 wechselte er zum Bundesliga-Aufsteiger RWE Volleys Bottrop. Nach dessen Rückzug spielte er ab Januar 2014 in der 2. Liga beim TSV Herrsching, mit dem ihm zum Ende der Saison 2013/14 der Aufstieg in die 1. Liga gelang. 2014/15 spielte der Zuspieler beim SV Schwaig, mit denen er in der 2. Bundesliga Süd den sechsten Platz belegte. In dieser Saison wurde Schneider außerdem siebenmaliger MVP (Most Valuable Player) mit sechs Gold- und einer Silbermedaille und erreichte somit Platz zwei in der MVP-Rangliste. Nach einer Saison in der Regionalliga Süd beim MTV Ludwigsburg spielte Schneider 2016/17 beim Zweitligisten TSV Georgii-Allianz Stuttgart. Nach einer Saison beim Ligakonkurrenten L.E. Volleys startete Schneider seit 2018 als Außenangreifer in der Nordstaffel für den VC Bitterfeld-Wolfen, mit dem ihm 2023 der Aufstieg in die 1. Liga gelang.

## Karriere Beach
Schneider spielte seit 2010 mit Breitenfelder, Krüger und anderen deutschlandweit auf Beachvolleyball-Turnieren. 2014 und 2015 trainierte und spielte Schneider mit Beachvolleyballpartner Lars Lückemeier am Olympiastützpunkt Stuttgart, mit dem er auf den höchsten nationalen Turnieren spielte. Im Juni 2014 konnten sie sogar ein internationales Turnier in Antibes (Frankreich) gewinnen.
Schneider sicherte sich 2014 mit Interimspartner Clemens Wickler den fünften Platz bei der U21-Weltmeisterschaft in Larnaka (Zypern) und den vierten Platz bei der U22-Europameisterschaft in Antalya (Türkei) mit Max Betzien. Bei den Deutschen Meisterschaften 2015 belegten Betzien/Schneider Platz 13. Mit Manuel Harms wurde Schneider 2016 bei den deutschen Hochschulmeisterschaften Zweiter.